# 和気律次郎
和気 律次郎（わけ りつじろう、1888年1月29日 - 1975年5月22日）は、日本の新聞記者、翻訳家。筆名は水上規矩夫、和気律。

## 経歴・人物
愛媛県松山市出身。慶應義塾大学予科中退。大阪毎日新聞の記者として昭和初年に谷崎潤一郎らを担当した。
1922年頃、女性画家の松本華羊と結婚。

## 著書
- 『犯罪王カポネ』（改造社） 1931年

## 共編著
- 『死刑囚の手記』（玄文社） 1919年
- 『画僧フラ・アンヂエリコ』（和田英作共著、玄文社） 1919年

## 翻訳
- 『オスカア・ワイルド』（春陽堂、現代文芸叢書） 1913年
- 『エピキユラスの園』（アナトオル・フランス、天佑社） 1919年
- 『奈落の人々』（ジヤツク・ロンドン、叢文閣、労働文芸叢書） 1920年
- 『争闘』（ジョン・ゴルスウオーシイ、叢文閣、労働文芸叢書） 1920年
- 『マグダラのマリア』（モオリス・メエテルリンク、玄文社） 1920年
- 『七つの灯火』（梅津書店） 1920年
- 『強者の力』（ジャック・ロンドン、天祐社） 1921年
- 『英米七人集 清新小説』（大阪毎日新聞社） 1922年
- 『怪奇探偵悪魔の足』（アーサー・コナン・ドイル、博文館） 1925年
- 『アンクル・トムス・ケビン』（ストウ夫人、改造社、世界大衆文学全集） 1927年
- 『チャリングクロス事件』（フレッチャー、平凡社、世界探偵小説全集） 1929年
- 『幽霊』（オツペンハイム、平凡社、世界探偵小説全集） 1930年
- 『黒星』（マツカレイ、改造社、世界大衆文学全集） 1930年
- 『双生児の復讐』（マツカレー、春陽堂、探偵小説全集） 1930年
- 『演説・司会の話術』（エルマー・ホイラー、ダイヤモンド社） 1960年